# Miguel Fleta
Miguel Burro Fleta (1er décembre 1897, Albalate de Cinca, province de Huesca, Aragon, Espagne - 29 mai 1938, La Corogne ) est un ténor d'opéra espagnol.

## Biographie
Malgré sa courte carrière sur scène, qui a duré de 1919 à 1935, Fleta est décrit comme l'un des chanteurs d'opéra ibériques les plus importants du XXe siècle. La Scala, Milan (en 1923-26) et le New York Metropolitan Opera (1923-1925) comptent parmi les lieux internationaux importants où il chante.  
Fleta fait ses débuts à l'opéra à Trieste en 1919, après avoir étudié la voix au conservatoire de Madrid. Des engagements réussis à Rome suivent, conduisant à ses débuts à La Scala et au Met. Il réalise plusieurs tournées en Amérique du Sud et notamment en Argentine en 1922 où sa popularité est immense.  
Il quitte cependant le Met dans des circonstances acrimonieuses et une action en justice est engagée par les avocats du Met, ce qui rend un retour aux États-Unis difficile. 
En 1926, il crée à Milan le rôle de Calaf dans l'opéra Turandot de Puccini, sur l'insistance du chef principal de La Scala, Arturo Toscanini. Mais ce rôle dramatique et accablant le mène à la limite de ses ressources et il ne recommence pas. 
Il est célébré pendant ses meilleures années pour la finesse avec laquelle il utilise sa voix riche et flexible. L'aspect le plus notable de son style de performance est l'agilité de sa technique du bel canto qui le rapproche d'un Tito Schipa. Cela lui permet de produire des effets de messa di voce et pianissimo spectaculaires. Malheureusement, le chant de Fleta devient de plus en plus complaisant à mesure que sa carrière progresse. À la fin des années 1920, comme le montrent les enregistrements, sa voix s'est gravement détériorée, son vibrato se desserrant de manière indésirable. 
Fleta meurt dans des circonstances difficiles en 1938, proche de la Phalange espagnole.
Il laisse un héritage de disques parfois fascinants, dont beaucoup sont disponibles sur des rééditions de CD.